# Mydidae
Mydidae (лат.) — семейство мух из подотряда короткоусых. Около 460 видов, распространённых повсеместно. Наиболее многочисленны в южном полушарии (Южная Африка, Южная Америка). В Палеарктике известны 52 вида из 7 родов, в основном из Средиземноморья и пустынь Средней Азии. В фауне России не встречаются. Известна только одна находка в ископаемом состоянии, и один вид из живущего до сих пор рода Mydas Fabricius описан из олигоцена.

## Описание
Мухи небольших размеров, однако, в семействе есть и довольно внушительные размерами представители, например, Gauromydas heros, который может достигать 60 мм в длину и является одним из самых крупных видов двукрылых. Некоторые виды Mydidae используют мимикрию, принимая облик различных перепончатокрылых, в частности ос.

## Биология
Мухи встречаются в аридных ландшафтах, обладают быстрым полётом. Некоторые виды потребляют нектар. Виды, хоботок у которых редуцирован, не питаются. Самки откладывают яйца в песок, почти полностью погружаясь в него. Личинки развиваются в песке в земляных, плотно сцементированных «колыбельках», иногда на корнях растений. Личинки питаются, вероятно, личинками хрущей и чернотелок. Самки бразильского вида Gauromydas heros откладывают яйца в гнезда муравьёв рода Atta.